# Paracelsian
Paracelsian ist ein sehr selten vorkommendes Mineral aus der Mineralklasse der „Silicate und Germanate“, genauer ein Gerüstsilikat (Tektosilikat) mit der chemischen Formel Ba[Al2Si2O8]. Es kristallisiert im monoklinen Kristallsystem und entwickelt pseudorhombische Kristalle bis zu 5 cm Länge und 1 cm Breite, die oft durch meißelförmige Endflächen gekennzeichnet sind. Ferner existieren Aggregate aus wirr durcheinanderliegenden Kristallen sowie massive Bildungen.

## Etymologie und Geschichte
Im Jahre 1905 beschrieb der italienische Mineraloge Emilio Tacconi aus Pavia aus den Marmorsteinbrüchen von Candoglia bei Mergozzo, Valle d’Ossola, Piemont, ein neues Mineral, welches in Form von blassgelben Körnern und selten auch winzigen Kristallen auf Gängen in den dortigen kristallinen Schiefern auftrat. Er benannte es aufgrund seiner dem Feldspat Celsian sehr ähnlichen Zusammensetzung und nach dem griechischen Wort παρά [para] für „verwandt mit“ – zusammengesetzt also „verwandt mit Celsian“ – als Paracelsian. Celsian selbst war nach dem schwedischen Astronomen und Naturforscher Anders Celsius (1701–1744) benannt worden. Die genaue Typlokalität für den Paracelsian ist sehr wahrscheinlich der Steinbruch „Cava Madre“ bei Candoglia.
Nur wenige Jahre später (1911) wurde in der Mangangrube Benallt in Nordwales erheblich besseres Material gefunden, welches die – bis heute – weltbesten Kristalle für Paracelsian liefern sollte. Ein Mr. G. J. Williams, Grubeninspektor (H. M. Inspector of Mines) der zum Krongut gehörenden Mangangrube, hatte dem berühmten Arthur Russell einen Fund von Kristallen des Bariumfeldspats Celsian mitgeteilt. Sir Arthur Edward Ian Montagu Russell, britischer Mineraloge und bekannter Sammler von Mineralien und Mineraliensammlungen, hatte dazu im Magazin Nature einen kurzen Artikel verfasst. Die Beschreibung der beiden Barium-Feldspäte – Celsian und Paracelsian – aus diesem Fund führte erst viele Jahre später der britische Mineraloge und Herausgeber des Mineralogical Magazine Leonard James Spencer an dem von Williams und Russel gesammelten Material durch.
Typmaterial für das Mineral ist nicht definiert.

## Klassifikation
In der veralteten 8. Auflage der Mineralsystematik nach Strunz gehörte der Paracelsian zur Mineralklasse der „Silikate“ und dort zur Abteilung „Gerüstsilikate (Tektosilikate)“, wo er gemeinsam mit Banalsit und Danburit in der „Paracelsian-Danburit-Gruppe“ mit der Systemnummer VIII/F.04 steht.
In der zuletzt 2018 überarbeiteten Lapis-Systematik nach Stefan Weiß, die formal auf der alten Systematik von Karl Hugo Strunz in der 8. Auflage basiert, erhielt das Mineral die System- und Mineralnummer VIII/J.06-070. Dies entspricht der Klasse der „Silikate“ und dort der Abteilung „Gerüstsilikate“, wo Paracelsian zusammen mit Buddingtonit, Celsian, Hexacelsian, Hyalophan, Kokchetavit, Mikroklin, Orthoklas, Rubiklin, Sanidin und Slawsonit eine unbenannte Gruppe mit der Systemnummer VIII/J.06 bildet.
Die von der International Mineralogical Association (IMA) zuletzt 2009 aktualisierte 9. Auflage der Strunz’schen Mineralsystematik ordnet den Paracelsian in die Klasse der „Silikate und Germanate“ und dort in die Abteilung „Gerüstsilikate (Tektosilikate) ohne zeolithisches H2O“ ein. Hier ist das Mineral in der Unterabteilung „Gerüstsilikate (Tektosilikate) ohne zusätzliche Anionen“ zu finden, wo es als einziges Mitglied eine unbenannte Gruppe mit der Systemnummer 9.FA.40 bildet.
In der vorwiegend im englischen Sprachraum gebräuchlichen Systematik der Minerale nach Dana hat Paracelsian die System- und Mineralnummer 76.01.05.01. Das entspricht der Klasse der „Silikate“ und dort der Abteilung „Gerüstsilikate: Al-Si-Gitter“. Hier findet er sich innerhalb der Unterabteilung „Mit Al-Si-Gitter“ in der „Paracelsiangruppe“, in der auch Slawsonit eingeordnet ist.

## Kristallstruktur

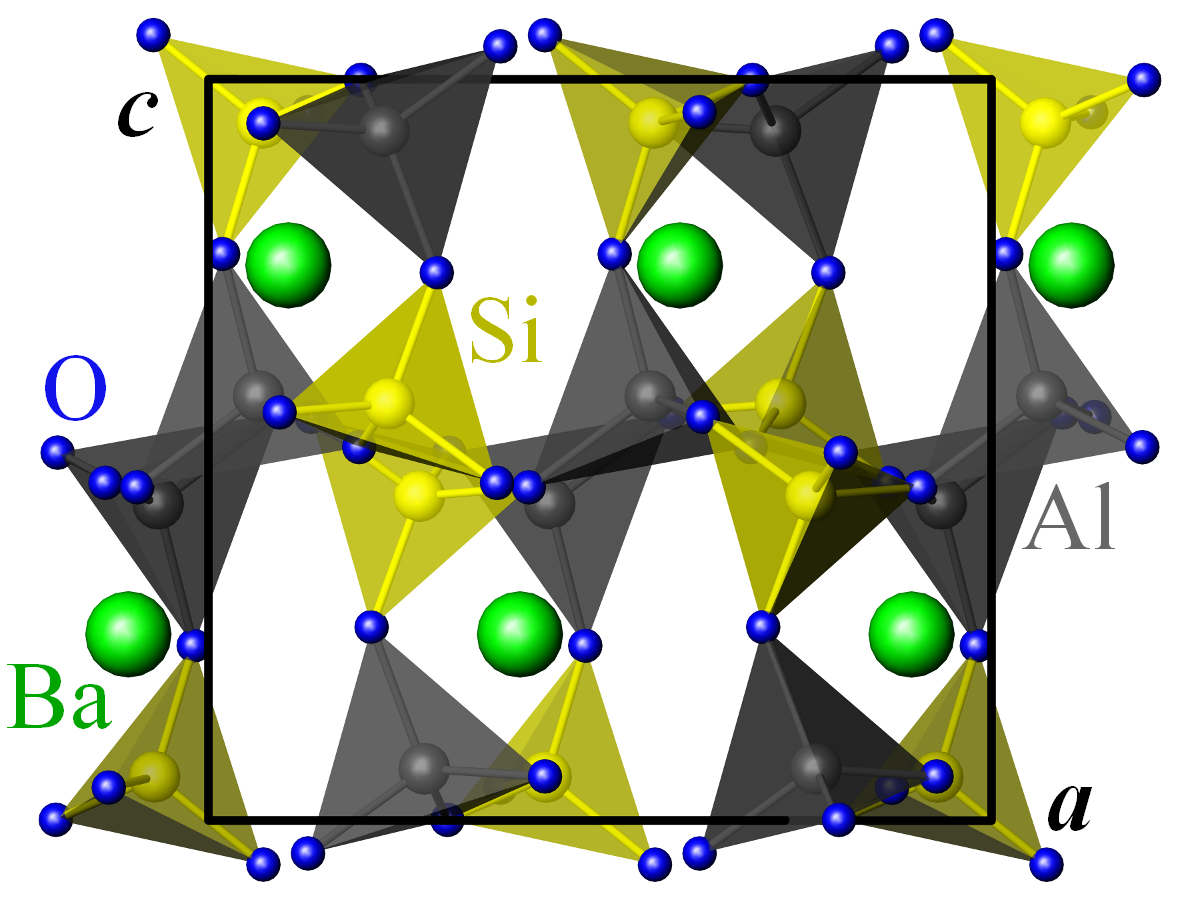
Kristallstruktur von Paracelsian, projiziert auf die (a,c)-Ebene

Paracelsian kristallisiert im monoklinen Kristallsystem in der Raumgruppe P21/a (Raumgruppen-Nr. 14, Stellung 3), mit den Gitterparametern a = 9,07 Å; b = 9,59 Å; c = 8,58 Å und β = 90,2° sowie vier Formeleinheiten pro Elementarzelle.
Die Kristallstruktur von Paracelsian besteht aus einem feldspatartigen Gerüst aus geordneten SiO4- und AlO4-Tetraedern mit Ba[9] in den dazwischen entstehenden Lücken. In der eckigen Klammer ist die Koordinationszahl der Position in der Kristallstruktur angegeben, was in diesem Falle bedeutet, dass Barium (Ba2+) auf einer 9-fach koordinierten Position sitzt.

## Eigenschaften

### Morphologie

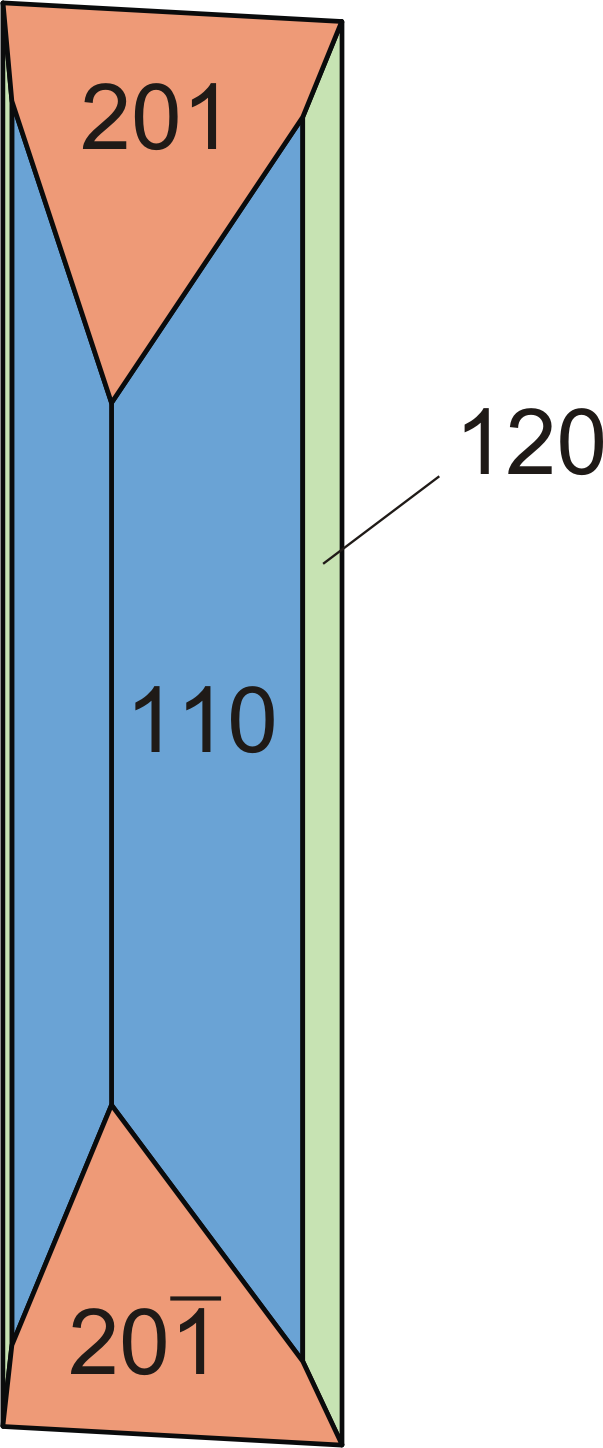
Zeichnung eines pseudorhombischen Paracelsian-Kristalls

Die Kristalle des Paracelsians ähneln in Tracht und Habitus flächenarmen Topas- und Danburit-Kristallen, was für einen monoklinen Feldspat eigentlich sehr ungewöhnlich ist. Allerdings beträgt der Winkel β aber 90,2°, woraus ein pseudoorthorhombisches Aussehen resultiert, welches die Ähnlichkeit mit Topas- bzw. Danburit-Kristallen erklärt.
Der Habitus der Paracelsian-Kristalle ist prismatisch, ihre Kristalltracht besteht aus nur sehr wenigen Formen. Trachtbestimmend sind die Prismen {110} und {120}. Die Flächen in der Prismenzone sind vertikal gestreift. Zwischen den Flächen von {110} und {120} finden sich zahlreiche Vizinalflächen, deren Indizes von {780} bis {7.13.0} reichen. Hinsichtlich der Endflächen sind charakteristisch meißelförmige Kristalle mit den Pinakoiden {201} und {201} von solchen Kristallen zu unterscheiden, bei denen das Basispinakoid {001} die dominierenden Endflächen bildet. Die Paracelsian-Kristalle sind meist symmetrisch ausgebildet, zeigen gelegentlich aber eine ungleiche Ausbildung der Endflächen mit den meißelförmigen Flächen der Pinakoide {201} und {201} an einem Ende und dem Basispinakoid {001} am anderen Ende des Kristalls.

### Physikalische und chemische Eigenschaften
Die Farbe der Kristalle und Aggregate des Paracelsians ist farblos bis weiß, gelegentlich auch blassgelb. Die Strichfarbe des durchscheinenden bis durchsichtigen Minerals ist dagegen immer weiß. Die Paracelsiankristalle weisen einen glasähnlichen Glanz auf.
Das Mineral zeigt eine für einen Feldspat sehr ungewöhnliche, nur unvollkommene Spaltbarkeit nach (110), bricht aber aufgrund seiner Sprödigkeit ähnlich wie Glas oder Quarz, wobei die Bruchkanten halbmuschelig ausgebildet sind. Mit einer Mohshärte von ≈ 6 gehört Paracelsian zu den mittelharten Mineralen, die sich wie das Referenzmineral Orthoklas mit einer Stahlfeile ritzen lassen. Die berechnete Dichte des Minerals liegt bei maximal 3,342 g/cm³.
Paracelsian zeigt eine rote Fluoreszenz im kurzwelligen UV-Licht.

## Modifikationen und Varietäten
Die Verbindung Ba[Al2Si2O8] ist dimorph und kommt in der Natur neben dem monoklin-pseudorhombisch kristallisierenden Paracelsian noch als ebenfalls monokliner, aber in einer anderen Raumgruppe kristallisierender Celsian vor. Daneben sind noch zwei weitere, künstliche Polymorphe dieser Verbindung bekannt. Paracelsian ist sehr wahrscheinlich metastabil und wandelt sich bei Temperaturen von mindestens 500 °C (möglicherweise auch bei noch geringeren Temperaturen) über „Hexacelsian“ in Celsian um.
Paracelsian stellt das natürliche Barium-dominante Analogon zum Strontium-dominierten Slawsonit, Sr[Al2Si2O8], dar, mit dem er auch isostrukturell ist. Er bildet ferner auch das natürliche Barium-dominante Analogon zum Calcium-dominierten Anorthit, Ca[Al2Si2O8].

## Bildung und Fundorte
Paracelsian ist ein sehr seltener Feldspat und fand sich an seiner Typlokalität in Körnern und körnigen Massen in einem Calciphyr. An seinem Zweitfundort Benallt, Wales, trat er in einem Band in ordovizischen Schiefern und Sandsteinen, die mit Lavaströmen und vulkanischen Tuffen sowie Schichten aus schwarzen Manganerzen vergesellschaftet waren, auf. Das nicht oxidierte Manganerz bestand dabei hauptsächlich aus Carbonaten und untergeordnet aus Silikaten. An beiden Lokalitäten wird Paracelsian von Celsian begleitet, in Benallt finden sich in der Paragenese noch sekundäre Eisen- und Manganoxide. Schließlich fand sich Paracelsian In Form von mikroskopisch kleinen Körnern aus Manganogrunerit-reichen Bändern in Manganerzen aus der Lagerstätte Arschitza in Rumänien.
Als sehr seltene Mineralbildung ist Paracelsian nur von einigen wenigen Fundorten beschrieben worden und war nur in Benallt etwas häufiger. Bisher (Stand 2016) sind lediglich vier Fundorte bekannt.
Die Typlokalität ist der Steinbruch „Cava Madre“, Candoglia, Mergozzo, Valle d’Ossola, Piemont, Italien. Zweitfundort war die Mangangrube Benallt bei Rhiw, Halbinsel Lleyn, County Gwynedd (früher Caernarfonshire), Wales, Vereinigtes Königreich. In Form von mikroskopisch kleinen Körnern aus Manganogrunerit-reichen Bändern in Manganerzen aus der Lagerstätte Arschitza, Iacobeni (deutsch Jakobeny), Kreis Suceava, Bistrița-Berge, Rumänien. Angeblich auch von der Typlokalität des Celsian, der Grube „Jakobsberg“ („Jakobsbergsgruvan“), Jakobsberg-Erzfeld, Distrikt Nordmark, Filipstad, Provinz Värmland, Schweden.

## Verwendung
Paracelsian ist aufgrund seiner Seltenheit in jeglicher Hinsicht völlig bedeutungslos und stellt lediglich für den Sammler ein begehrtes Mineral dar.